# Elio Aggiano
Elio Aggiano (Brindisi, 15 maart 1972) is een voormalig Italiaans wielrenner, die in totaal 11 jaar prof was. Hij begon in 1996 als stagiair bij de Italiaanse formatie Scrigno. Na het seizoen 2007 stopte hij met wielrennen. Aggiano was een aanvallende renner met een goede sprint. Zijn rijstijl en zijn kwaliteiten leverden hem uiteindelijk 11 overwinningen op. 

## Overwinningen
1998
- Trofeo Luis Ocaña
- Trofeo Cala Ratjada-Cala Millor

1999
- Vuelta a Castilla y Leon, 3e etappe naar San Andrés del Rabanedo

2000
- Trofeo Palmanova

2001
- Le Classic du GP de Beauce

2002
- Uniqa Classic, 3e etappe naar Gresten
- Ronde van Denemarken, 4e etappe A naar Odense
- Tour du Poitou-Charentes, 5e etappe naar Saint-Bénoit

2003
- Giro del Trentino, 3e etappe naar Levico Terme
- Tirreno-Adriatico, winnaar bergklassement

2004
- Giro del Trentino, winnaar bergklassement

2005
- Settimana Internazionale Coppi é Bartali, 5e etappe naar Sassuolo

2006
- Tour of Langkawi, 7e etappe naar Kota Tinggi

## Resultaten in de grote rondes en de monumenten
| Jaar | Ronde van Italië | Ronde van Frankrijk | Ronde van Spanje |
| ---- | ---------------- | ------------------- | ---------------- |
| 1997 | opgave           |                     | 123e             |
| 1998 | opgave           |                     | opgave           |
| 1999 |                  | 92e                 |                  |
| 2000 | 81e              |                     |                  |
| 2001 |                  |                     | opgave           |
| 2002 |                  |                     | opgave           |
| 2003 | opgave           |                     |                  |
| 2004 |                  |                     |                  |
| 2005 |                  |                     |                  |
| 2006 |                  |                     |                  |
| 2007 | 138e             |                     |                  |

| Jaar | Milaan-San Remo | Ronde van Vlaanderen |
| ---- | --------------- | -------------------- |
| 1997 | 58e             |                      |
| 1998 | 35e             |                      |
| 1999 |                 |                      |
| 2000 | 12e             |                      |
| 2001 |                 |                      |
| 2002 |                 |                      |
| 2003 |                 |                      |
| 2004 |                 |                      |
| 2005 | 73e             |                      |
| 2006 |                 |                      |
| 2007 | 100e            | 64e                  |

## Belangrijkste overige resultaten
1996
- Milano-Vignola (8e)

1997
- GP d'Ouverture La Marseillaise (4e)
- Étoile de Bessèges (8e)
- Alassio Cup (2e)
- Veenendaal-Veenendaal (5e)

1998
- Classic Haribo (5e)
- HEW Cyclassics (13e)
- Kampioenschap van Zürich (100e)
- Paris-Tours (43e)

1999
- Clasica San Sebastian (51e)

2000
- Trofeo Palma de Mallorca (15e)
- Trofeo Andratx-Port d'Andratx (30e)
- Trofeo Cala Ratjada-Cala Millor (5e)
- Classic Haribo (69e)
- Clasica San Sebastian (114e)

2001
- Giro della Provincia di Siracusa (8e)
- Clasica San Sebastian (142e)
- HEW Cyclassics (103e)

2002
- Brabantse Pijl (4e)
- Tour du Poitou-Charentes (7e)
- Clasica San Sebastian (150e)
- Giro della Provincia di Lucca (4e)

2003
- Tour of the Qinghai Lake (4e)

2004
- GP Costa degli Etruschi (4e)

2005
- Trofeo Città di Castelfidardo (5e)